# Catod
Catodul este un electrod în care din punctul de vedere al circuitului electric exterior electronii intră în el, deci, ca sens tehnic (convențional) curentul electric iese din el. Într-o baie de electroliză el este legat la polul negativ al sursei de energie electrică.
O concepție greșită este că polaritatea unui catod este întotdeauna negativă (-). Acest lucru este dedus adesea incorect din faptul că, în toate dispozitivele electrochimice, cationii pozitivi se mută înspre polul negativ (de aici și numele lui) iar anionii încărcați negativ se depărtează de el. În realitate polaritatea înscrisă pe borna considerată catod depinde de tipul dispozitivului și de modul său de operare. La un dispozitiv care consumă energie, de exemplu un acumulator în perioada de încărcare, catodul este electrodul negativ, iar într-un dispozitiv care oferă energie, de exemplu un acumulator care alimentează un circuit, catodul este pozitiv. Deci, la un acumulator polaritatea bornelor se schimbă în funcție de regimul său de lucru, indiferent de semnele înscrise pe ele, semne care corespund regimului în care acumulatorul alimentează circuitul exterior.